# Typhlops capitulatus
Typhlops capitulatus este o specie de șerpi din genul Typhlops, familia Typhlopidae, descrisă de Richmond 1964. A fost clasificată de IUCN ca specie în pericol. Conform Catalogue of Life specia Typhlops capitulatus nu are subspecii cunoscute.